# Pedeapsă complementară

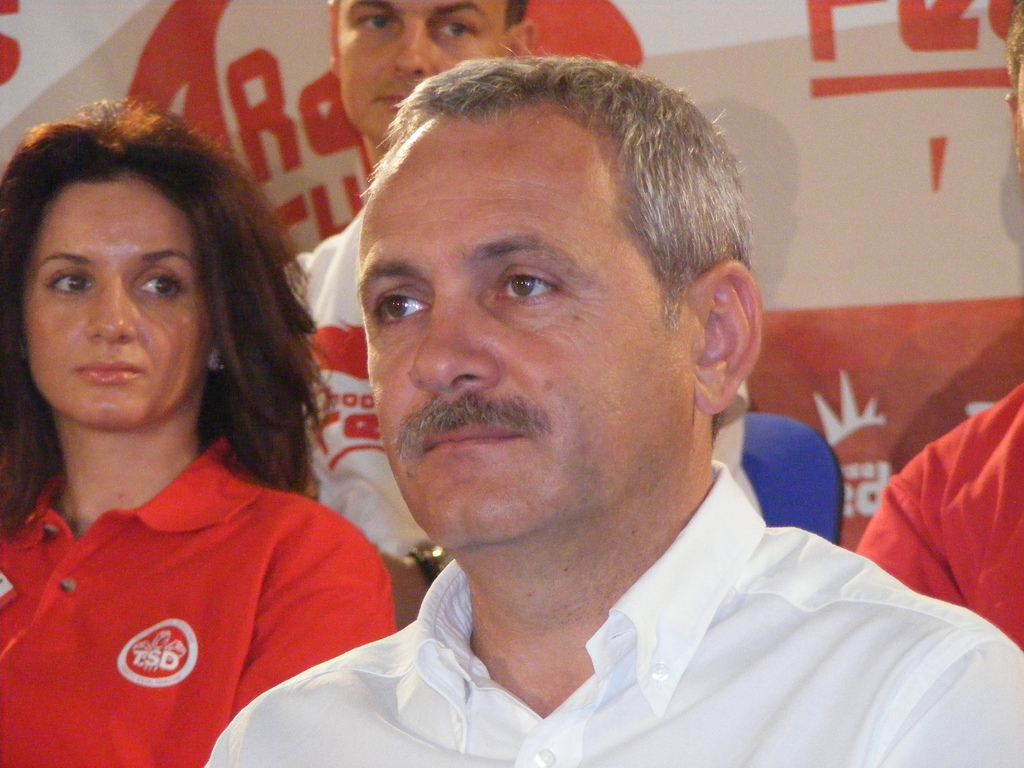
Liviu Dragnea, ca urmare a condamnării sale, și-a pierdut pentru o perioadă de timp dreptul de a fi ales, ca urmare a unei pedepse complementare.

În dreptul penal, pedeapsa complementară este unul dintre cele trei tipuri de pedepse ce se pot aplica în cazul unei condamnări.
De cele mai multe ori, pedeapsa complementară constă în interzicerea exercitării anumitor drepturi. În multe cazuri se aplică în momentul în care pedeapsa principală este amenda sau închisoarea, însă instanța consideră că, dat fiind împrejurările și natura infracțiunii, infractorul merită o asemenea pedeapsă în plus.